# Lemsterland
Lemsterland (phát âmⓘ) là một đô thị ở tỉnh Friesland, bắc Hà Lan. Đô thị này có diện tích đất là 76,28 ki-lô-mét vuông, dân số đầu năm 2007 là 13.437 người.

## Các trung tâm dân cư
Bantega, Delfstrahuizen, Echten, Echtenerbrug, Eesterga, Follega, Lemmer, Oosterzee, Oosterzee-Buren.